# 埃姆河
埃姆河（法語：Hem，法語發音：[ɛm]）是法国上法蘭西大區加来海峡省的河流，是阿河的支流，长24.5千米，发源自埃克耶，于圣玛丽凯尔克流入阿河。